# Малумандсоко, Пати
Пати Алондо Малумандсоко (фр. Pathy Alondo Malumandsoko; род. 11 мая 2000, Фонтенбло) — французский футболист, полузащитник

## Биография
Начал заниматься футболом в клубе «Фонтенбло» из одноименного родного города, где играл с 6 до 15 лет, после чего перешел в академию клуба «Кан» и летом 2018 подписал первый профессиональный контракт с клубом. С 2017 выступал за резервную команду, проведя 12 игр в Национальном чемпионате 3, но за первую команду так и не дебютировал.
В сентябре 2021 года стал игроком греческого клуба «Аполлон Понту», где за полтора сезона сыграл 32 матча во втором дивизионе страны.
В марте 2023 подписал контракт с харьковским «Металлистом» из Премьер-лиги Украины.